# Courteix
Courteix település Franciaországban, Corrèze megyében. Lakosainak száma 64 fő (2022. január 1.). Courteix Aix, Couffy-sur-Sarsonne, Saint-Pardoux-le-Neuf és Saint-Rémy községekkel határos.

## Népesség
A település népességének változása:
| Lakosok száma | 79   | 68   | 59   | 64   | 62   | 63   | 66   | 71   | 69   | 64   |
|               | 1968 | 1982 | 1990 | 2006 | 2013 | 2015 | 2017 | 2019 | 2020 | 2022 |